# Laos van A tot Z

Locatie van Laos

## A
Ang Nam Ngum - Anouvong - Khwaeng Attapeu - Aziatische weg 11

## B
Bergvolk - Khwaeng Bokeo - Khwaeng Bolikhamsai - Boun Oum

## C
Champassak (district) - Champassak (stad) - Khwaeng Champassak - Koninkrijk Champassak - Koningen van Champassak - Chenla

## D
Dharmadeva

## F
Fa Ngum

## G
Gouden Driehoek

## H
Hmong - Khwaeng Hua Phan

## I
Indochina - Franse gouverneurs Indochina - Franse hoge commissarissen Indochina - Inta Som - Inthavong - ISO 3166-2:LA

## K
Kamphoui - Keo Phim Fa - Khai Bua Ban - Kham Hiao - Kham Keut - Khwaeng Khammuan - Kham Tam Sa - Khom - Khun Borom - Muang Khun - Khun Lo - Kip (munteenheid) - Kitsalat - Kong Kham - Muang Khua

## L
Lan Kham Deng - Lan Xang - Koningen van Lan Xang - Lan Xang 1e Interregnum - Lao Airlines - Lao Brewery Company Ltd - Laos - Laotiaans - Laotiaanse Burgeroorlog - Laotiaanse Revolutionaire Volkspartij - Laotianen - Lasenthai - Khwaeng Luang Namtha - Luang Ngum - Luang Prabang - koningen van Luang Prabang - Koninkrijk Luang Prabang - Provincie Luang Prabang - Luang Prabang (stad) - Lue Sai

## M
Mekong - Mom Keo - Mor lam - Mor lam sing

## N
Nakhon Noi - Nan Chao - Nan Tharat - Nanthesan - Nokkeo Kumman - Phoumi Nosavan - Nam Ngum

## O
Ong Boun - Ong Kham - Ong Long

## P
Pakse (district) - Pakse (stad) - Paksong (district) - Paksong (stad) - Pathet Lao - Patuxai - Pha Bang - Phi Fa - Phommathat - Kaysone Phomvihane - Khwaeng Phongsali - Phon Hong - Phonsavan - Photisarat I - Pothisarat II - Wat Phou - Provincies van Laos

## R
Rajabud Yoh

## S
Khwaeng Sainyabuli - Sai Setthathirat I - Sai Setthathirat II - Saisombun - Khwaeng Salavan - Samsenthai - Sao Tia Kaphat - Bounleut Saycocie - Vong Savang - Khwaeng Savannakhet - Sawa - Koningen van Sawa - Khwaeng Sekong - Sensulinthara - Prins Singkeo - Khamtai Siphandon - Wat Si Saket - Soi Sisamut - Som Phu - Souphanouvong - Prinses Souvankham Vongkot Rattana - Souvanna Banlang - Souvanna Phouma - Muang Sui - Sulinya Vongsa - Prins Suriya

## T
Tai-talen - Tai-Kadaitalen - Tian Thala

## U
Khwaeng Udomxai - Unie van Indochina - Uponyuvarat I - Uponyuvarat II

## V
Vang Vieng (Muang) - Savang Vatthana - Vientiane - koninkrijk Vientiane - Lijst van koningen van Vientiane - Prefectuur Vientiane - Provincie Vientiane - Stad Vientiane - Visai - Visunarat - Vlakte van Kruiken - Prins Vongkot - Prins Vongkot Rattana - Prins Somsanith Vongkot Rattana - Souk Vongsak - Phoumi Vongvichit - Vorawongse I - Vorawongse II

## W
Wat - Wen dan

## X
Xhieng Khuang - Koninkrijk Xhieng Khuang - Provincie Xhieng Khuang - Stad Xhieng Khuang

## Y
Youkhon

## Z
Zuidoost-Azië